# 鹤山街街道
鹤山街街道，是中华人民共和国河南省鹤壁市鹤山区下辖的一个乡镇级行政单位。

## 行政区划
鹤山街街道下辖以下地区：
东山社区、鹤山广场社区、河东社区、河西社区、柏灵桥社区和柏灵桥北社区。